# Лумпенпролетаријат
Лумпенпролетаријат (кованица од   „одрпанац, човек без ичега“ и лат. Proletarius "грађанин најнижег реда" ) је израз који се користио са различитим политичким значењем кроз историју; у старом Риму је њиме подразумевано пропало и осиромашено сељаштво које је дошло у Рим да живи од милостиње, а у марксистичкој теорији њиме се означавају слојеви који живе на маргинама друштва у стању непрекидне незапослености и беде као што су сирочад, неспособни и болесни сиромаси, инвалиди, скитнице, просјаци, ситни криминалци, проститутке и сл.
Карл Маркс и Фридрих Енгелс у делу Немачка идеологија (1845) послужили су се овим појмом како би указали на разлике према потлаченој класи пролетаријата, а касније је овај феномен детаљно описан у Марксовом спису 18. бример Луја Бонапарте (1851).
Он је у лумпенпролетаријату видео класну фракцију која је, за разлику од пролетаријата, с обзиром на свој начин живота заинтересована за статус кво, односно економски зависна од мрвица које јој удељује буржоазија. Стога је у њему видео контрареволуционарна и реакционарна расположења.
Каснији марксистички теоретичари у 20. веку, поготово Троцки, су на темељу оваквог мишљења дали објашњење за додатно ојачавање фашизма чије су се присталице често регрутовале из тих слојева.
Израз је касније прихваћен и од стране немарксистичких аутора, а ушао је и у свакодневни говор, па се тако у руском, шпанском и турском језику лумпен користи за дно друштва.